# Mymovies.it
MYmovies.it es un sitio web dedicado al cine italiano creado en el año 2000.

## Historia
Creado en 2000, contiene una base de datos sobre películas y series de televisión y actores italianos desde 1895 hasta la actualidad. El sitio también ofrece reseñas de producciones cinematográficas, entrevistas con actores y directores y otras figuras notables de la industria italiana. En 2010 lanzó una plataforma de streaming, denominada Mymovieslive! El sitio es especialmente popular entre los hombres italianos de entre 25 y 45 años, según las encuestas demográficas, y es el 56.º sitio web más popular entre los internautas de ese país europeo.
En 2013 contaba con más de un millón de páginas, más de 200 000 críticas y más de 3 millones de visitantes únicos al mes.